# Takashi Ono
Takashi Ono, em japonês 小野 喬 Ono Takashi, (26 de julho de 1931 em Noshiro) foi um ginasta japonês, que competiu em provas de ginástica artística.
Entre suas conquistam estão oito medalhas mundiais e treze olímpicas, sendo quatro delas de ouro. Além das vitórias, Ono foi o primeiro japonês a conquistar uma medalha de ouro olímpica individual na ginástica artística masculina.

## Carreira
A carreira sênior de Takashi, na ginástica japonesa, teve estreia internacional nos Jogos Olímpicos de Helsinque. Nessa época, o domínio da modalidade já era soviético, liderado pelo tetra-medalhista de ouro Viktor Chukarin. Como parte da equipe, Ono não conquistara medalha. No entanto, na final por aparelhos, a do salto sobre o cavalo, o estreante conquistou uma medalha de bronze, empatado com seu compatriota Tadao Uesako, sob a pontuação de 19,100. Dois anos mais tarde, em nova estreia, agora no Mundial de Roma, o ginasta conquistou a segunda posição na prova por equipes, superada pela União Soviética. Individualmente, foi à duas finais – concurso geral, na qual encerrou com a décima colocação, e salto, na qual terminou com a quarta posição.
Em 1956, em nova edição dos Jogos Olímpicos, dessa vez as Olimpíadas de Melbourne, na Austrália, o desempenho de Ono melhorou, como parte de uma seleção e individualmente. Agora aos 25 anos, ao lado de Masao Takemoto, o ginasta conquistou a medalha de prata por equipes. No individual geral, superado por Chukarin, o atleta manteve-se a frente do também soviético Yuri Titov. Nas finais por aparatos, Takashi conquistou seu primeiro ouro, na barra fixa, superando Titov e o compatriota Takemoto. Em seguida, na prova das barras paralelas, o ginasta subiu ao pódio na terceira colocação, junto a mais dois compatriotas e o vencedor da prova, Chukarin. Por fim, no cavalo com alças, o japonês terminou com a prata, entre dois soviéticos. Em sua segunda participação em mundiais, dessa vez no Campeonato de Moscou, Ono foi novamente medalhista de prata por equipes, superada pela soviética. No concurso geral, atrás de Boris Shakhlin, subiu ao pódio na segunda colocação. Nos aparelhos, atrás de Massao, fora pela terceira vez na competição, o medalhista de prata, posição esta repetida nas barras paralelas. Já na final do salto, foi o medalhista de bronze.
Dois anos mais tarde, de volta à Itália, Takashi competiu nos Jogos Olímpicos de Roma. Nesta edição, o time japonês – que contava com o estreante Yukio Endo - superou a equipe soviética e encerrou as rotações com a medalha de ouro. Na disputa do individual geral, prata para Ono, superado em mais uma prova, pelo soviético Boris. Na barra fixa, nova medalha de ouro no aparelho. Esta colocação fora repetida no salto, ao empatar com Shakhlin. Já nas argolas, medalha de bronze para o japonês, empatado com o búlgaro Velik Kapsasov. Por fim, nas paralelas, mais uma medalha, de bronze, 0,050 atrás do medalhista de ouro.
No Mundial de Praga, agora aos 31 anos, Takashi saiu com duas medalhas de ouro.. A primeira delas foi por equipes. A segunda, individual, veio na barra fixa. Dois anos mais tarde, em sua última participação olímpica, nos Jogos de Tóquio, Ono era o competir mais experiente da equipe, além de abrir a cerimônia com o juramento do atleta Nesta edição, o ginasta saiu com seu quinto ouro olímpico, por equipes. Em 1998, o ex-ginasta fora incluído no International Gymnastics Hall of Fame. Hoje, Takashi vive com sua esposa, Kiyoko Ono e tem dois filhos.

## Principais resultados
| Ano  | Evento                                    | AA               | Equipe           | Solo             | Cavalo com alças  | Argolas           | Salto sobre o cavalo | Barras paralelas  | Barra fixa      |
| ---- | ----------------------------------------- | ---------------- | ---------------- | ---------------- | ----------------- | ----------------- | -------------------- | ----------------- | --------------- |
| 1952 | Jogos Olímpicos                           | 12º              | 5º               |                  | Medalha de bronze |                   |                      |                   |                 |
| 1954 | Campeonato Mundial de Ginástica Artística |                  | Medalha de prata |                  |                   |                   |                      |                   |                 |
| 1956 | Jogos Olímpicos                           | Medalha de prata | Medalha de prata |                  | Medalha de prata  |                   |                      | Medalha de bronze | Medalha de ouro |
| 1958 | Campeonato Mundial de Ginástica Artística | Medalha de prata | Medalha de prata | Medalha de prata |                   |                   | Medalha de bronze    | Medalha de prata  |                 |
| 1960 | Jogos Olímpicos                           | Medalha de prata | Medalha de ouro  |                  |                   | Medalha de bronze | Medalha de ouro      | Medalha de bronze | Medalha de ouro |
| 1962 | Campeonato Mundial de Ginástica Artística |                  | Medalha de ouro  |                  |                   |                   |                      | Medalha de ouro   |                 |
| 1964 | Jogos Olímpicos                           |                  | Medalha de ouro  |                  |                   |                   |                      |                   |                 |